# Omega Lithium
Omega Lithium bio je umaško-pulski industrial/gothic metal-sastav. Iako je hrvatski sastav, definira ga se kao Neue Deutsche Härte.
Sastav je bio osnovan 2007. te je potpisao ugovor s izdavačkim kućama Drakkar Entertainment i Sony BMG., Svoj debitantski studijski album Dreams in Formaline objavio je 18. rujna 2009. godine. Za prvi singl s albuma "Stigmata" snimio je spot koji je prikazan na MTV-u te se nalazio na četvrtom mjestu rock top ljestvice MTV-a Adria.
Sastav se razilazi krajem 2011. godine. Nakon razilaženja Marko Matijević Sekul (Malice Rime) i Zoltan Lečei (Zoltan Harpax) osnivaju industrial/folk metal sastav Manntra a Teodor Klaj (Torsten Nihill) se pridružuje riječkom death/thrash metal sastavu Monox.

## Članovi sastava
- Mya Mortensen (Mia Vareško) — vokal (2008. – 2011.)
- Malice Rime (Marko Matijević Sekul) — gitara, klavijature, prateći vokal (2007. – 2011.)
- Zoltan Harpax (Zoltan Lecei) — bas-gitara (2007. – 2011.)
- Torsten Nihill (Teodor Klaj) — bubnjevi, udaraljke (2007. – 2011.)

Bivši članovi:
- Andrea Zuppani — vokal (2007. – 2008.)

## Diskografija
Studijski albumi
- Dreams in Formaline (2009., Drakkar Entertainment)
- Kinetik (2011., Sony Music Njemačka/Drakkar Entertainment)

EP
- Andromeda (2007.)

Singlovi
- "Stigmata" (2009.)
- "Colossus" (2011.)
- "Dance With Me" (2011.)

## Vanjske poveznice
- Službena stranica  Arhivirana inačica izvorne stranice od 9. siječnja 2016. (Wayback Machine)